# L'altro paese
L'altro paese è un singolo del cantautore Luca Bonaffini pubblicato nel 2006 dall'etichetta discografica Teorema/CGIL.

## Il disco
Il brano L'altro paese è stato realizzato in occasione del Centenario della CGIL ed è stato utilizzato come colonna sonora del 9º Congresso Regionale della Lombardia, tenuto a Mantova dal 25 al 27 gennaio 2006 e che ha visto l'elezione a segretario di Susanna Camusso.
La canzone, scritta e cantata da Bonaffini e arrangiata dal gruppo mantovano Terzobinario, è stata presentata in anteprima al Festival Teatro Canzone Premio Giorgio Gaber 2005 dallo stesso Bonaffini.
Il singolo è stato pubblicato dal Gruppo Teorema Edizioni Musicali in formato CD in tiratura limitata distribuito in occasione del Congresso. 
Lo stesso anno è stato realizzato anche un videoclip dalla giornalista musicale Tiziana Pavone che ne ha curato la storyboard e la regia.

## Tracce
1. L'altro paese – 3:30